# División de Honor B de rugby 2020-21
La División de Honor B de rugby 2020-21 es la 23.ª edición de la segunda competición de rugby de España desde la reestructuración en 1998. El torneo es organizado por la Federación Española de Rugby, al igual que la máxima categoría.
Para esta temporada, la primera jornada se organizó para el 25 de octubre, mientras que la última fecha de la categoría será el día 16 de mayo de 2021 según el calendario oficial.

## Sistema de competición
- Como en División de Honor, también habrá dos fases (una primera de 11 jornadas y una segunda de 5 jornadas) de liga regular más unos “Play-offs”.

- La primera fase consistirá en una liga regular (todos contra todos) a una vuelta. Finalizada dicha primera vuelta de liga regular se disputará la segunda fase. Se constituirán dos grupos de 6 equipos (los 6 primeros o Grupo A: del 1o al 6o y los 6 siguientes o Grupo B: del 7o al 12o de acuerdo a lo que establece el Reglamento de Partidos y Competiciones para ligas a una vuelta) que disputarán una segunda fase de 5 jornadas también mediante sistema de liga regular (todos contra todos) a una vuelta. Los resultados y puntos conseguidos en la primera fase entre los equipos clasificados para el mismo grupo se arrastrarán a la segunda. En el caso de que al finalizar la misma hubiera equipos empatados, los mismos se resolverán de acuerdo a lo que establece el Reglamento de Partidos y Competiciones para ligas a doble vuelta.

- Tras la finalización de las dos primeras fases, ocho equipos, los dos primeros de cada grupo junto con los dos mejores terceros participarán en la Fase de Ascenso a División de Honor, que se disputará por sistema de eliminatorias a una vuelta. Se establecerá un ranking del 1o al 8o de acuerdo con la clasificación habida en cada grupo. En todas las eliminatorias los encuentros se disputarán en los campos de los equipos con mejor ranking del orden inicial (es decir tras la segunda fase de liga regular).

- El equipo ganador ascenderá a División de Honor en la temporada 2021/22. El perdedor jugará una eliminatoria de promoción a un partido en campo neutral (cuya sede será decidida por ambos equipos de mutuo acuerdo y quienes asumirán también, al 50%, todos los gastos organizativos del mismo) contra el equipo clasificado en 11 o lugar de División de Honor.

- El último clasificado de cada grupo descenderá a categoría regional. El penúltimo jugará una promoción a un partido con el 2o clasificado de la Fase de Ascenso de regional a División de Honor B. El encuentro se disputará en el campo del equipo de División de Honor B. [1]

### Sistema de puntuación
- Cada victoria suma 4 puntos.
- Cada empate suma 2 puntos.
- Cuatro ensayos en un partido suma 1 punto de bonus.
- Perder por una diferencia de siete puntos o inferior suma 1 punto de bonus.

## Equipos participantes

### Grupo A (Norte)
| Equipo                             | Ciudad            | Entrenador   | Estadio                              | Capacidad |
| ---------------------------------- | ----------------- | ------------ | ------------------------------------ | --------- |
| AVIA Eibar R. T.                   | Éibar             | Bandera de ? | Polideportivo de Ipurua              | 1000      |
| Uribealdea R. K. E.                | Munguía / Plencia | Bandera de ? | Ardanzas Park                        | 2000      |
| Hernani C. R. E.                   | Hernani           | Bandera de ? | Landare Toki                         | 1600      |
| Gesalaga Okelan Zarautz K. E.      | Zarauz            | Bandera de ? | Campo de rugby Asti                  | 800       |
| Gaztedi R. T.                      | Vitoria           | Bandera de ? | Polideportivo Parque de Gamarra      | 1000      |
| Valtecsa U. B. R.                  | Bilbao            | Bandera de ? | Polideportivo Errekalde              | 400       |
| AVK Bera Bera R. T.                | San Sebastián     | Bandera de ? | Miniestadio de Anoeta                | 1262      |
| Bizkaia Gernika R. T.              | Guernica y Luno   | Bandera de ? | Complejo deportivo Urbieta           | 1500      |
| Campus Universitario Ourense R. C. | Orense            | Bandera de ? | Campus Universitario de Orense       | ?         |
| C. R. Ferrol                       | Ferrol            | Bandera de ? | Campo de rugby A Malata              | 800       |
| Pasek Belenos R. C.                | Avilés            | Bandera de ? | Estadio Santa Bárbara                | 3000      |
| La Única R. T.                     | Pamplona          | Bandera de ? | I. D. Universidad Pública de Navarra | 500       |

### Grupo B (Este-Levante)
| Equipo               | Ciudad                              | Entrenador   | Estadio                                                               | Capacidad |
| -------------------- | ----------------------------------- | ------------ | --------------------------------------------------------------------- | --------- |
| C. R. Sant Cugat     | San Cugat del Vallés (Barcelona)    | Bandera de ? | ZEM La Guinardera                                                     | 500       |
| R. C. L'Hospitalet   | Hospitalet de Llobregat (Barcelona) | Bandera de ? | Campo de rugby Feixa Llarga                                           | 300       |
| C. N. Poble Nou      | Pueblo Nuevo (Barcelona)            | Bandera de ? | C. E. M. Mar Bella                                                    | 100       |
| Barcelona U. C.      | Barcelona                           | Bandera de ? | La Foixarda                                                           | 1200      |
| Gòtics R. C.         | Barcelona                           | Bandera de ? | La Foixarda                                                           | 1200      |
| C. R. La Vila        | Villajoyosa                         | Bandera de ? | Campo de rugby El Pantano                                             | 1550      |
| Akra Bárbara R. C.   | Alicante                            | Bandera de ? | Polideportivo Juan Antonio Samaranch                                  | 800       |
| CAU Valencia         | Valencia                            | Bandera de ? | Campo de rugby del Río Turia                                          | 500       |
| ANDEMEN Tatami R. C. | Valencia                            | Bandera de ? | Campo de rugby del Río Turia                                          | 500       |
| R. C. Valencia       | Valencia                            | Bandera de ? | Campos de Rugby Jorge Diego Pantera, Polideportivo de Quatre Carreres | 1296      |
| Fénix C. R. Zaragoza | Zaragoza                            | Bandera de ? | C. D. M. David Cañada                                                 | 1000      |
| XV Barbarians Calviá | Calviá                              | Bandera de ? | Campo de rugby Son Caliu                                              | 500       |

### Grupo C (Centro-Sur)
| Equipo                            | Ciudad                       | Entrenador          | Estadio                             | Capacidad |
| --------------------------------- | ---------------------------- | ------------------- | ----------------------------------- | --------- |
| Pozuelo Rugby Unión               | Pozuelo de Alarcón (Madrid)  | José Antonio Barrio | Valle de las Cañas                  | 500       |
| C. R. Majadahonda                 | Majadahonda (Madrid)         | Bandera de ?        | Campo de rugby Valle del Arcipreste | 750       |
| A. D. Ing. Industriales Las Rozas | Las Rozas de Madrid (Madrid) | Bandera de ?        | Campo de rugby El Cantizal          | 400       |
| C. D. Arquitectura                | Madrid                       | Bandera de ?        | Parque Deportivo Puerta de Hierro   | 1000      |
| C. R. Liceo Francés               | Madrid                       | Bandera de ?        | Estadio Ramon Urtubi                | 500       |
| U. R. Almería Playcar             | Almería                      | Bandera de ?        | Campo municipal de rugby Juan Rojas | 3000      |
| Jaén Rugby                        | Jaén                         | Bandera de ?        | Campo de rugby Las Lagunillas       | 400       |
| C. R. Málaga                      | Málaga                       | Bandera de ?        | Estadio Ciudad de Málaga            | 7562      |
| C. A. R. Coanda Sevilla           | Sevilla                      | Bandera de ?        | Polideportivo San Pablo             | 5000      |
| C. D. Rugby Mairena               | Mairena del Aljarafe         | Bandera de ?        | I. D. La Cartuja                    | 3000      |
| Andalucía Bulls Marbella R. C.    | Marbella                     | Bandera de ?        | Estadio municipal Bahías Park       | 1000      |
| Extremadura C. A. R. Cáceres      | Cáceres                      | Bandera de ?        | C. D. El Cuartillo                  | 1134      |

## Grupos

### Grupo A

#### Primera fase
|                                       | Equipo                             | Puntos | J  | G  | E | P  | TF  | TC  | DT   | EF | EC | DE   | BO | BD |
| ------------------------------------- | ---------------------------------- | ------ | -- | -- | - | -- | --- | --- | ---- | -- | -- | ---- | -- | -- |
| 1                                     | Bizkaia Gernika R. T.              | 52     | 11 | 11 | 0 | 0  | 475 | 90  | 385  | 71 | 13 | 58   | 8  | 0  |
| 2                                     | Hernani C. R. E.                   | 47     | 11 | 10 | 0 | 1  | 488 | 117 | 371  | 75 | 12 | 63   | 7  | 0  |
| 3                                     | Pasek Belenos R. C.                | 37     | 11 | 8  | 0 | 3  | 294 | 166 | 128  | 38 | 24 | 14   | 4  | 1  |
| 4                                     | Gaztedi R. T.                      | 34     | 11 | 8  | 0 | 3  | 286 | 254 | 32   | 36 | 33 | 3    | 2  | 0  |
| 5                                     | AVK Bera Bera R. T.                | 34     | 11 | 7  | 0 | 4  | 309 | 214 | 95   | 43 | 28 | 15   | 3  | 3  |
| 6                                     | Campus Universitario Ourense R. C. | 26     | 11 | 5  | 0 | 6  | 317 | 210 | 107  | 42 | 25 | 17   | 4  | 2  |
| 7                                     | Valtecsa U. B. R.                  | 25     | 11 | 5  | 0 | 6  | 196 | 318 | -122 | 30 | 43 | -13  | 4  | 1  |
| 8                                     | AVIA Eibar R. T.                   | 16     | 11 | 3  | 0 | 8  | 302 | 449 | -147 | 43 | 62 | -19  | 3  | 1  |
| 9                                     | C. R. Ferrol                       | 15     | 11 | 3  | 0 | 8  | 181 | 321 | -140 | 24 | 49 | -25  | 1  | 2  |
| 10                                    | Gesalaga Okelan Zarautz K. E.      | 13     | 11 | 3  | 0 | 8  | 178 | 333 | -155 | 27 | 49 | -22  | 1  | 0  |
| 11                                    | Uribealdea R. K. E.                | 9      | 11 | 2  | 0 | 9  | 134 | 446 | -312 | 19 | 65 | - 46 | 0  | 1  |
| 12                                    | La Única R. T.                     | 7      | 11 | 1  | 0 | 10 | 123 | 365 | -242 | 10 | 55 | -45  | 0  | 3  |
| Fuente: Federación Española de Rugby; |                                    |        |    |    |   |    |     |     |      |    |    |      |    |    |

J:Jugados / G:Ganados / E:Empatados / P:Perdidos / TF:Tantos a Favor / TC:Tantos en Contra / DT:Diferencia / EF:Ensayos Favor / EC:Ensayos Contra / DE:Diferencia Ensayos / BO:Bonus Ofensivo / BD:Bonus Defensivo

#### Segunda fase - Grupo 1
|                                       | Equipo                             | Puntos | J  | G  | E | P | TF  | TC  | DT   | EF | EC | DE  | BO | BD |
| ------------------------------------- | ---------------------------------- | ------ | -- | -- | - | - | --- | --- | ---- | -- | -- | --- | -- | -- |
| 1                                     | Bizkaia Gernika R. T.              | 46     | 10 | 10 | 0 | 0 | 372 | 105 | 267  | 52 | 15 | 37  | 6  | 0  |
| 2                                     | Hernani C. R. E.                   | 36     | 10 | 8  | 0 | 2 | 283 | 182 | 101  | 38 | 18 | 20  | 3  | 1  |
| 3                                     | Pasek Belenos R. C.                | 24     | 10 | 5  | 0 | 5 | 243 | 254 | -11  | 29 | 35 | -6  | 2  | 2  |
| 4                                     | Gaztedi R. T.                      | 17     | 10 | 4  | 0 | 6 | 203 | 310 | -107 | 27 | 43 | -16 | 1  | 0  |
| 5                                     | AVK Bera Bera R. T.                | 11     | 10 | 2  | 0 | 8 | 189 | 302 | -113 | 22 | 41 | -19 | 0  | 3  |
| 6                                     | Campus Universitario Ourense R. C. | 6      | 10 | 1  | 0 | 9 | 219 | 356 | -137 | 29 | 45 | -16 | 0  | 2  |
| Fuente: Federación Española de Rugby; |                                    |        |    |    |   |   |     |     |      |    |    |     |    |    |

#### Segunda fase - Grupo 2
|                                       | Equipo                        | Puntos | J  | G | E | P | TF  | TC  | DT   | EF | EC | DE  | BO | BD |
| ------------------------------------- | ----------------------------- | ------ | -- | - | - | - | --- | --- | ---- | -- | -- | --- | -- | -- |
| 7                                     | Valtecsa U. B. R.             | 31     | 10 | 6 | 0 | 4 | 249 | 147 | 102  | 36 | 17 | 19  | 5  | 2  |
| 8                                     | Gesalaga Okelan Zarautz K. E. | 27     | 10 | 6 | 0 | 4 | 210 | 212 | -2   | 31 | 30 | 1   | 3  | 0  |
| 9                                     | AVIA Eibar R. T.              | 25     | 10 | 5 | 0 | 5 | 343 | 232 | 111  | 47 | 32 | 15  | 4  | 1  |
| 10                                    | Uribealdea R. K. E.           | 22     | 10 | 5 | 0 | 5 | 175 | 248 | -73  | 26 | 33 | -7  | 0  | 2  |
| 11                                    | La Única R. T.                | 19     | 10 | 4 | 0 | 6 | 153 | 267 | -114 | 14 | 38 | -24 | 1  | 2  |
| 12                                    | C. R. Ferrol                  | 19     | 10 | 4 | 0 | 6 | 228 | 252 | -24  | 31 | 35 | -4  | 1  | 2  |
| Fuente: Federación Española de Rugby; |                               |        |    |   |   |   |     |     |      |    |    |     |    |    |

### Grupo B

#### Primera fase
|                                       | Equipo               | Puntos | J  | G  | E | P  | TF  | TC  | DT   | EF | EC | DE  | BO | BD |
| ------------------------------------- | -------------------- | ------ | -- | -- | - | -- | --- | --- | ---- | -- | -- | --- | -- | -- |
| 1                                     | C. R. La Vila        | 52     | 11 | 10 | 0 | 0  | 521 | 93  | 428  | 76 | 12 | 64  | 8  | 0  |
| 2                                     | CAU Valencia         | 48     | 10 | 11 | 0 | 1  | 487 | 123 | 364  | 72 | 14 | 58  | 8  | 0  |
| 3                                     | Fénix C. R. Zaragoza | 44     | 11 | 9  | 0 | 2  | 370 | 135 | 235  | 56 | 17 | 39  | 7  | 1  |
| 4                                     | R. C. Valencia       | 27     | 11 | 6  | 0 | 5  | 239 | 288 | -49  | 30 | 40 | -10 | 1  | 2  |
| 5                                     | C. R. Sant Cugat     | 26     | 11 | 6  | 0 | 5  | 212 | 263 | -51  | 25 | 36 | -11 | 1  | 1  |
| 6                                     | R. C. L'Hospitalet   | 23     | 11 | 5  | 0 | 6  | 207 | 275 | -68  | 28 | 36 | -8  | 1  | 2  |
| 7                                     | Gòtics R. C.         | 23     | 11 | 5  | 0 | 6  | 194 | 266 | -72  | 23 | 37 | -14 | 0  | 3  |
| 8                                     | XV Barbarians Calviá | 21     | 11 | 4  | 0 | 7  | 227 | 243 | -16  | 31 | 31 | 0   | 1  | 4  |
| 9                                     | Akra Bárbara R. C.   | 19     | 11 | 4  | 0 | 7  | 189 | 331 | -142 | 22 | 47 | -25 | 1  | 2  |
| 10                                    | C. N. Poble Nou      | 14     | 11 | 3  | 0 | 8  | 215 | 351 | -136 | 29 | 50 | -21 | 0  | 2  |
| 11                                    | Barcelona U. C.      | 10     | 11 | 2  | 0 | 9  | 142 | 417 | -275 | 18 | 57 | -39 | 0  | 2  |
| 12                                    | ANDEMEN Tatami R. C. | 5      | 11 | 1  | 0 | 10 | 165 | 383 | -218 | 20 | 53 | -33 | 0  | 1  |
| Fuente: Federación Española de Rugby; |                      |        |    |    |   |    |     |     |      |    |    |     |    |    |

J:Jugados / G:Ganados / E:Empatados / P:Perdidos / TF:Tantos a Favor / TC:Tantos en Contra / DT:Diferencia / EF:Ensayos Favor / EC:Ensayos Contra / DE:Diferencia Ensayos / BO:Bonus Ofensivo / BD:Bonus Defensivo

#### Segunda fase - Grupo 1
|                                       | Equipo               | Puntos | J  | G  | E | P | TF  | TC  | DT   | EF | EC | DE  | BO | BD |
| ------------------------------------- | -------------------- | ------ | -- | -- | - | - | --- | --- | ---- | -- | -- | --- | -- | -- |
| 1                                     | C. R. La Vila        | 46     | 10 | 10 | 0 | 0 | 494 | 133 | 361  | 71 | 19 | 52  | 6  | 0  |
| 2                                     | CAU Valencia         | 39     | 10 | 8  | 0 | 2 | 424 | 158 | 266  | 63 | 16 | 47  | 7  | 0  |
| 3                                     | Fénix C. R. Zaragoza | 29     | 10 | 6  | 0 | 4 | 254 | 191 | 63   | 37 | 27 | 10  | 4  | 1  |
| 4                                     | C. R. Sant Cugat     | 13     | 10 | 3  | 0 | 7 | 178 | 339 | -161 | 23 | 50 | -27 | 1  | 0  |
| 5                                     | R. C. Valencia       | 12     | 10 | 2  | 0 | 8 | 209 | 360 | -151 | 30 | 54 | -24 | 2  | 2  |
| 6                                     | R. C. L'Hospitalet   | 5      | 10 | 1  | 0 | 9 | 98  | 476 | -378 | 13 | 71 | -58 | 0  | 1  |
| Fuente: Federación Española de Rugby; |                      |        |    |    |   |   |     |     |      |    |    |     |    |    |

#### Segunda fase - Grupo 2
|                                       | Equipo               | Puntos | J  | G | E | P | TF  | TC  | DT  | EF | EC | DE  | BO | BD |
| ------------------------------------- | -------------------- | ------ | -- | - | - | - | --- | --- | --- | -- | -- | --- | -- | -- |
| 7                                     | XV Barbarians Calviá | 32     | 10 | 6 | 2 | 2 | 269 | 202 | 67  | 39 | 26 | 13  | 2  | 2  |
| 8                                     | Gòtics R. C.         | 29     | 10 | 6 | 1 | 3 | 210 | 197 | 13  | 23 | 25 | -2  | 0  | 3  |
| 9                                     | Akra Bárbara R. C.   | 23     | 10 | 5 | 0 | 5 | 223 | 200 | 23  | 29 | 27 | 2   | 1  | 2  |
| 10                                    | C. N. Poble Nou      | 20     | 10 | 4 | 0 | 6 | 265 | 257 | 8   | 35 | 33 | 2   | 1  | 3  |
| 11                                    | Barcelona U. C.      | 19     | 10 | 4 | 0 | 6 | 214 | 235 | -21 | 27 | 28 | -1  | 1  | 2  |
| 12                                    | ANDEMEN Tatami R. C. | 16     | 10 | 3 | 1 | 6 | 223 | 313 | -90 | 29 | 43 | -14 | 0  | 2  |
| Fuente: Federación Española de Rugby; |                      |        |    |   |   |   |     |     |     |    |    |     |    |    |

### Grupo C

#### Primera fase
|                                       | Equipo                            | Puntos  | J  | G  | E | P  | TF  | TC  | DT   | EF | EC | DE  | BO | BD |
| ------------------------------------- | --------------------------------- | ------- | -- | -- | - | -- | --- | --- | ---- | -- | -- | --- | -- | -- |
| 1                                     | U. R. Almería Playcar             | 50      | 11 | 11 | 0 | 0  | 388 | 128 | 260  | 59 | 16 | 43  | 6  | 0  |
| 2                                     | Pozuelo Rugby Unión               | 45      | 11 | 9  | 1 | 1  | 562 | 133 | 429  | 82 | 17 | 65  | 7  | 0  |
| 3                                     | C. R. Málaga                      | 42      | 11 | 8  | 1 | 2  | 451 | 228 | 223  | 67 | 27 | 40  | 7  | 1  |
| 4                                     | A. D. Ing. Industriales Las Rozas | 39      | 11 | 8  | 0 | 3  | 402 | 175 | 227  | 58 | 20 | 38  | 7  | 0  |
| 5                                     | Jaén Rugby                        | 38      | 11 | 8  | 0 | 3  | 328 | 152 | 176  | 45 | 21 | 23  | 5  | 1  |
| 6                                     | C. R. Majadahonda                 | 27      | 11 | 6  | 0 | 5  | 184 | 299 | -115 | 25 | 42 | -17 | 2  | 1  |
| 7                                     | Andalucía Bulls Marbella R. C.    | 18      | 11 | 4  | 0 | 7  | 185 | 356 | -171 | 22 | 50 | -28 | 0  | 2  |
| 8                                     | C. R. Liceo Francés               | 17 (-1) | 11 | 4  | 0 | 7  | 193 | 314 | -121 | 21 | 42 | -21 | 1  | 1  |
| 9                                     | C. A. R. Coanda Sevilla           | 16      | 11 | 3  | 0 | 8  | 232 | 267 | -35  | 28 | 37 | -9  | 2  | 2  |
| 10                                    | C. D. Arquitectura                | 11      | 11 | 2  | 0 | 9  | 120 | 312 | -192 | 16 | 45 | -29 | 0  | 3  |
| 11                                    | Extremadura C. A. R. Cáceres      | 8       | 11 | 1  | 0 | 10 | 159 | 484 | -325 | 20 | 70 | -50 | 1  | 3  |
| 12                                    | C. D. Rugby Mairena               | 6       | 11 | 1  | 0 | 10 | 123 | 479 | -356 | 16 | 72 | -56 | 0  | 2  |
| Fuente: Federación Española de Rugby; |                                   |         |    |    |   |    |     |     |      |    |    |     |    |    |

J:Jugados / G:Ganados / E:Empatados / P:Perdidos / TF:Tantos a Favor / TC:Tantos en Contra / DT:Diferencia / EF:Ensayos Favor / EC:Ensayos Contra / DE:Diferencia Ensayos / BO:Bonus Ofensivo / BD:Bonus Defensivo

#### Segunda fase - Grupo 1
|                                       | Equipo                            | Puntos | J  | G | E | P  | TF  | TC  | DT   | EF | EC | DE  | BO | BD |
| ------------------------------------- | --------------------------------- | ------ | -- | - | - | -- | --- | --- | ---- | -- | -- | --- | -- | -- |
| 1                                     | Pozuelo Rugby Unión               | 38     | 10 | 8 | 1 | 1  | 400 | 186 | 214  | 54 | 24 | 30  | 4  | 0  |
| 2                                     | U. R. Almería Playcar             | 35     | 10 | 8 | 0 | 2  | 255 | 171 | 84   | 36 | 21 | 15  | 2  | 1  |
| 3                                     | A. D. Ing. Industriales Las Rozas | 23     | 10 | 5 | 0 | 5  | 293 | 251 | 42   | 37 | 28 | 9   | 2  | 1  |
| 4                                     | C. R. Málaga                      | 23     | 10 | 4 | 1 | 5  | 289 | 246 | 43   | 38 | 33 | 5   | 2  | 3  |
| 5                                     | Jaén Rugby                        | 20     | 10 | 4 | 0 | 6  | 203 | 228 | -25  | 26 | 29 | -3  | 2  | 2  |
| 6                                     | C. R. Majadahonda                 | 1      | 10 | 0 | 0 | 10 | 101 | 459 | -358 | 13 | 69 | -56 | 0  | 1  |
| Fuente: Federación Española de Rugby; |                                   |        |    |   |   |    |     |     |      |    |    |     |    |    |

#### Segunda fase - Grupo 2
|                                       | Equipo                         | Puntos | J  | G | E | P | TF  | TC  | DT  | EF | EC | DE  | BO | BD |
| ------------------------------------- | ------------------------------ | ------ | -- | - | - | - | --- | --- | --- | -- | -- | --- | -- | -- |
| 7                                     | C. R. Liceo Francés            | 31     | 10 | 7 | 0 | 3 | 253 | 196 | 57  | 31 | 23 | 8   | 1  | 2  |
| 8                                     | C. A. R. Coanda Sevilla        | 26     | 10 | 5 | 1 | 4 | 273 | 171 | 102 | 32 | 21 | 11  | 2  | 2  |
| 9                                     | Andalucía Bulls Marbella R. C. | 22     | 10 | 5 | 0 | 5 | 173 | 219 | -46 | 19 | 25 | -6  | 0  | 2  |
| 10                                    | C. D. Rugby Mairena            | 21     | 10 | 5 | 0 | 5 | 155 | 254 | -99 | 20 | 34 | -14 | 0  | 1  |
| 11                                    | C. D. Arquitectura             | 21     | 10 | 4 | 0 | 6 | 195 | 198 | -3  | 26 | 23 | 3   | 0  | 5  |
| 12                                    | Extremadura C. A. R. Cáceres   | 20     | 10 | 3 | 1 | 6 | 224 | 235 | -11 | 29 | 31 | -2  | 2  | 4  |
| Fuente: Federación Española de Rugby; |                                |        |    |   |   |   |     |     |     |    |    |     |    |    |

## Fase de Ascenso

### Cuartos de final
| División de Honor B de España (Fase de Ascenso); 24 de abril de 2021 | C. R. La Vila | 57 - 22 | Pasek Belenos R. C. | Campo de rugby El Pantano, Villajoyosa |  |

| División de Honor B de España (Fase de Ascenso); 24 de abril de 2021 | CAU Valencia | 23 - 25 | Hernani C. R. E. | Campo de rugby del Río Turia, Valencia |  |

| División de Honor B de España (Fase de Ascenso); 24 de abril de 2021 | Bizkaia Gernika R. T. | 20 - 8 | Fénix C. R. Zaragoza | Campo de Urbieta, Guernica y Luno |  |

| División de Honor B de España (Fase de Ascenso); 24 de abril de 2021 | Pozuelo Rugby Unión | 36 - 3 | U. R. Almería Playcar | Campo de rugby Valle de las Cañas, Pozuelo de Alarcón |  |

### Semifinales
| División de Honor B de España (Fase de Ascenso); 1 de mayo de 2021 | C. R. La Vila | 23 - 10 | Hernani C. R. E. | Campo de rugby El Pantano, Villajoyosa |  |

| División de Honor B de España (Fase de Ascenso); 1 de mayo de 2021 | Bizkaia Gernika R. T. | 23 - 20 | Pozuelo Rugby Unión | Campo de Urbieta, Guernica y Luno |  |

### Final
| División de Honor B de España (Fase de Ascenso); 16 de mayo de 2021 | C. R. La Vila | 26 - 22 | Bizkaia Gernika R. T. | Campo de rugby El Pantano, Villajoyosa |  |

| Por un resultado global favorable de 26 - 22: Asciende a la División de Honor para la temporada 2021-22: C. R. La Vila |